# Crash bar

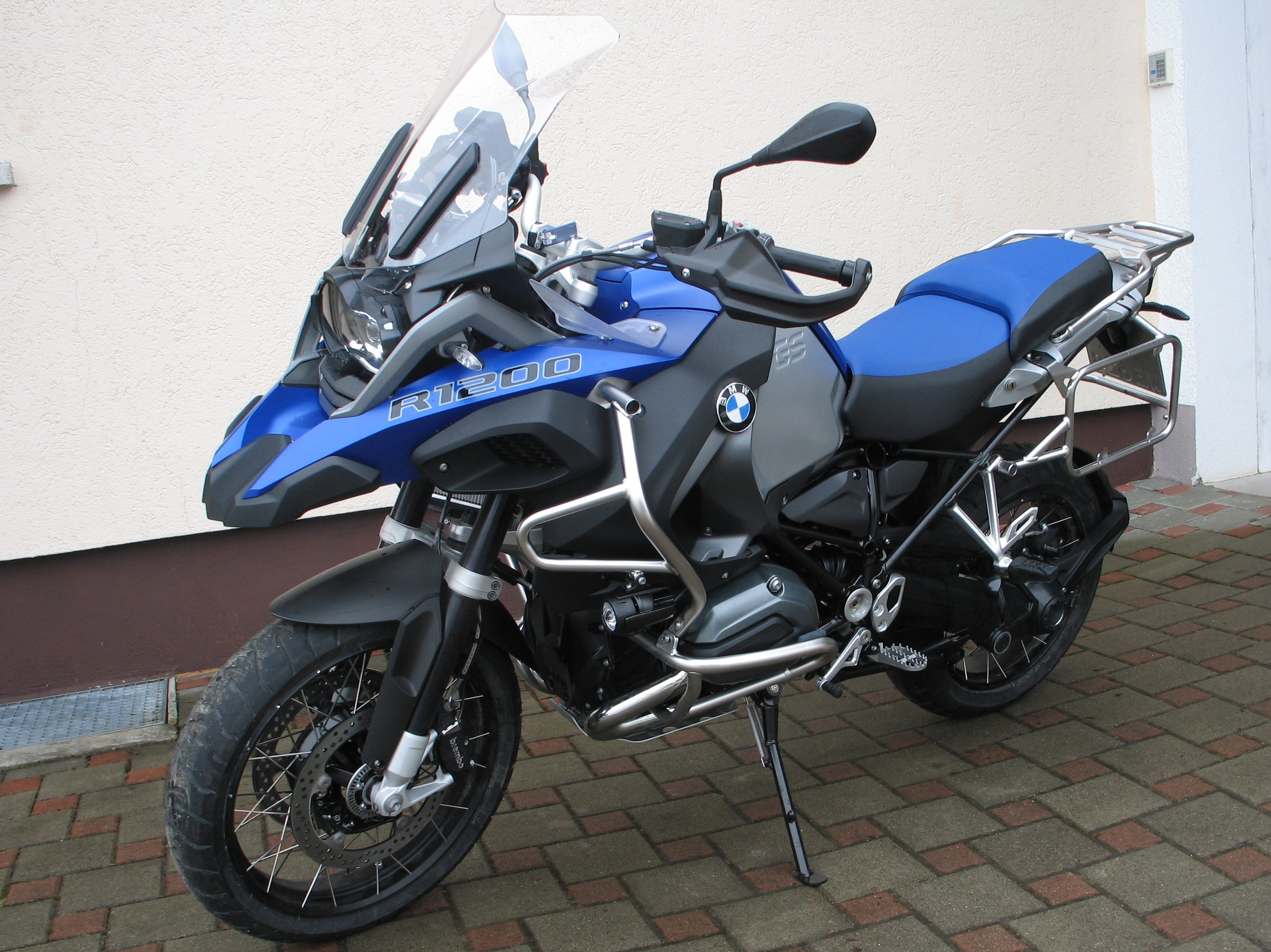
BMW R1200 GSA équipée de série de crash bar.

Les crash bars sont des tubes métalliques fixés en périphérie du cadre d'une moto pour protéger les organes mécaniques et les carénages.

## Principe
Une moto est en équilibre précaire à vitesse réduite, et son instabilité peut devenir difficilement gérable pour le pilote lors de manœuvres techniques. Également, le poids de la moto peut « embarquer » le pilote, surtout sur un sol boueux, gravilonné ou verglassé.
Sauf accident violent à grande vitesse, une moto se couchera sur un de ses côtés. De ce fait, les zones de contact entre le sol et la moto sont facilement identifiables, et leur protection est donc prioritaire.

## Considérations techniques
Les points les plus exposés ou ceux à protéger en priorité sont mis à l'abri sous une tubulure en acier (inoxydable ou non) d'un diamètre allant jusqu'à 30 mm. Celle-ci est arrimée sur le châssis de la moto sur lequel l'énergie du choc est transmise. Il arrive parfois que les crash bars soient peints.
La présence de crash bar alourdit de quelques kilogrammes la moto, mais lui offre de nouveaux points d'accroche où peuvent être fixés de petites sacoches ou des phares additionnels à l'avant par exemple.
Généralement, les crash bars protègent le moteur et le réservoir, mais il existe également des protections enveloppant les commandes de pilotage sur le guidon.
Sous la moto, la plaque métallique parfois présente pour protéger le moteur s'appelle tablier ou sabot.
Les moto-écoles en utilisent toujours puisque les utilisateurs sont des novices contraints d'effectuer de nombreuses manœuvres techniques à allure réduite. Autres utilisateurs, les armées et les forces de l'ordre.

Exemples d'utilisations fonctionnelles
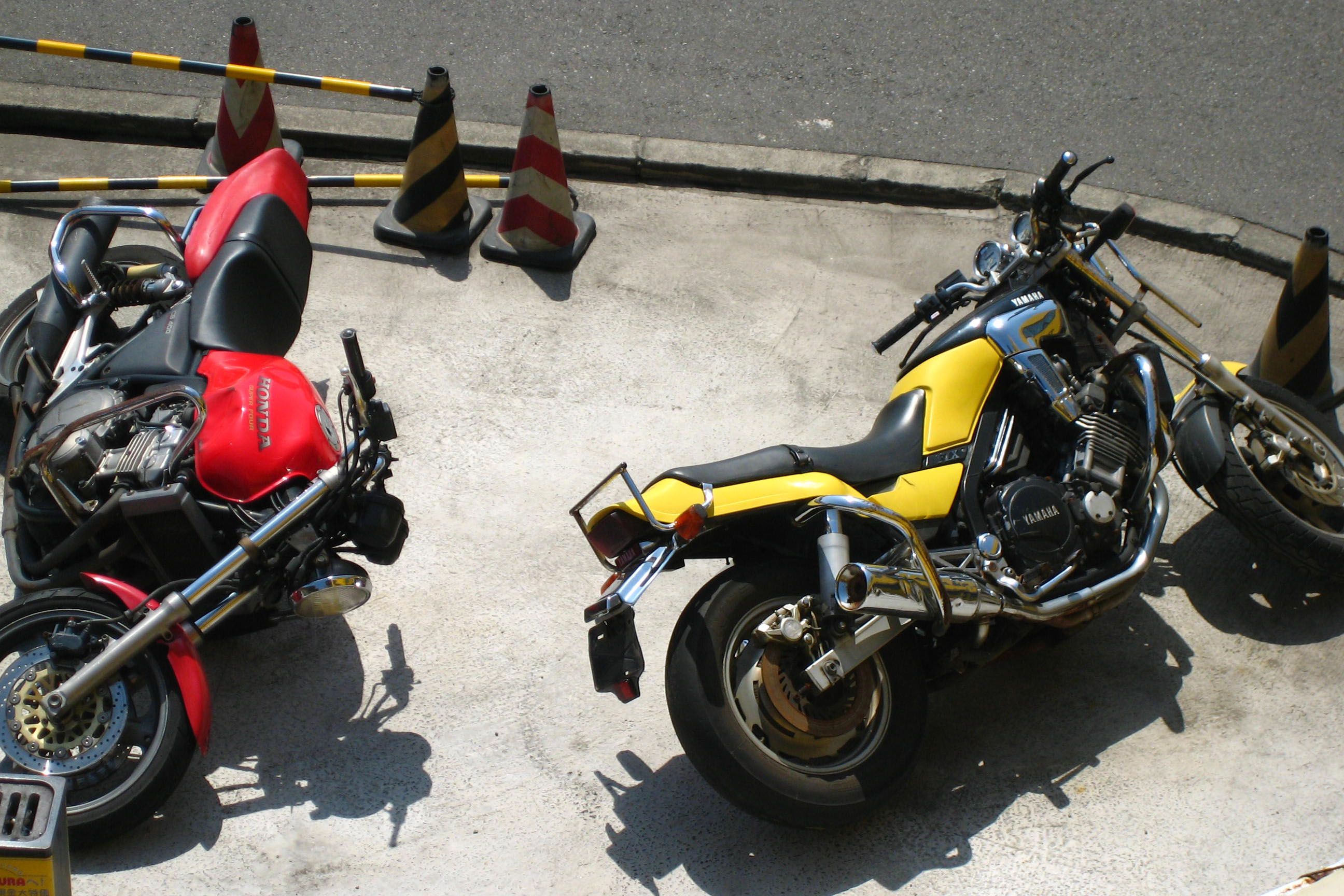
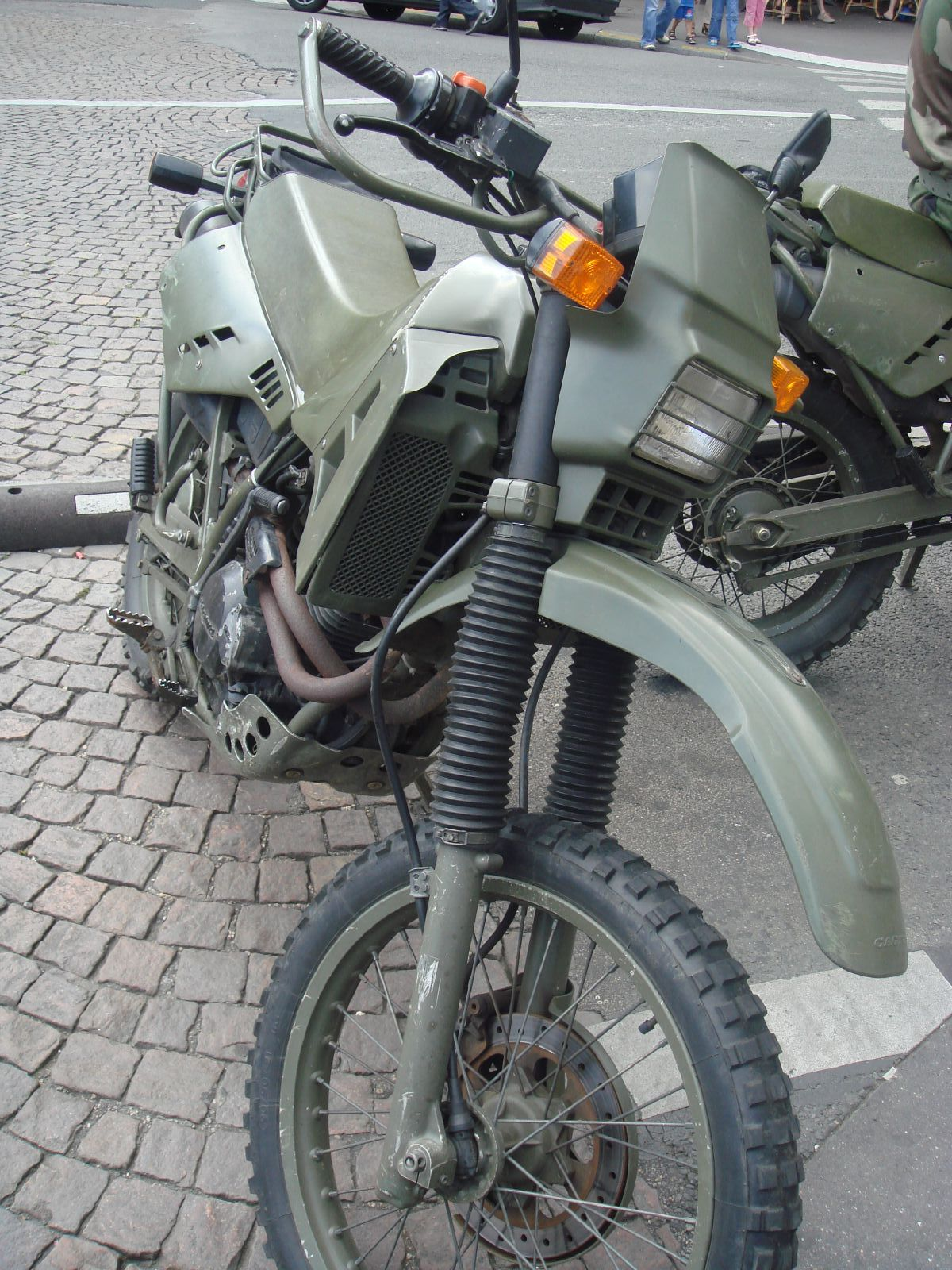
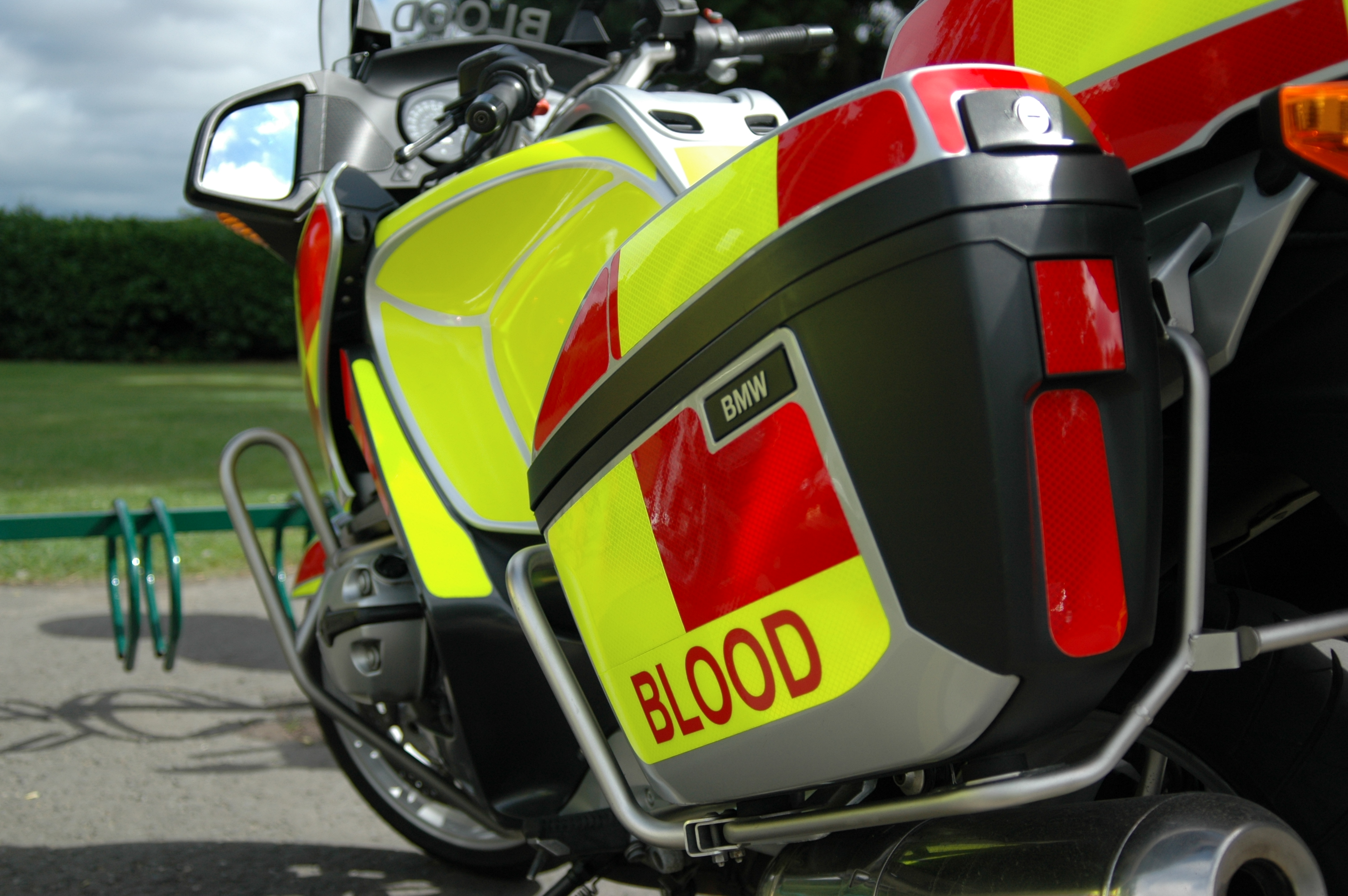

## Considérations esthétiques
Les crash bars laissent entendre que l'usage de la moto a un risque de chute plus important. Ces éléments, rarement présents de série, renforcent l'esprit baroudeur des motos typées trail ; notamment celles utilisées pour le voyage ou les raids.
Des équipementiers spécialisés proposent des modèles adaptés à de multiples motos, généralement des BMW GS, des Yamaha Ténéré, des Honda Africa Twin et autres baroudeuses au long cours.
À l'inverse, ce type de protection n'équipe pas les motos sportives, même sur circuit.

Mise en avant des crash bars pour des modèles axés aventure lors de salons de la moto
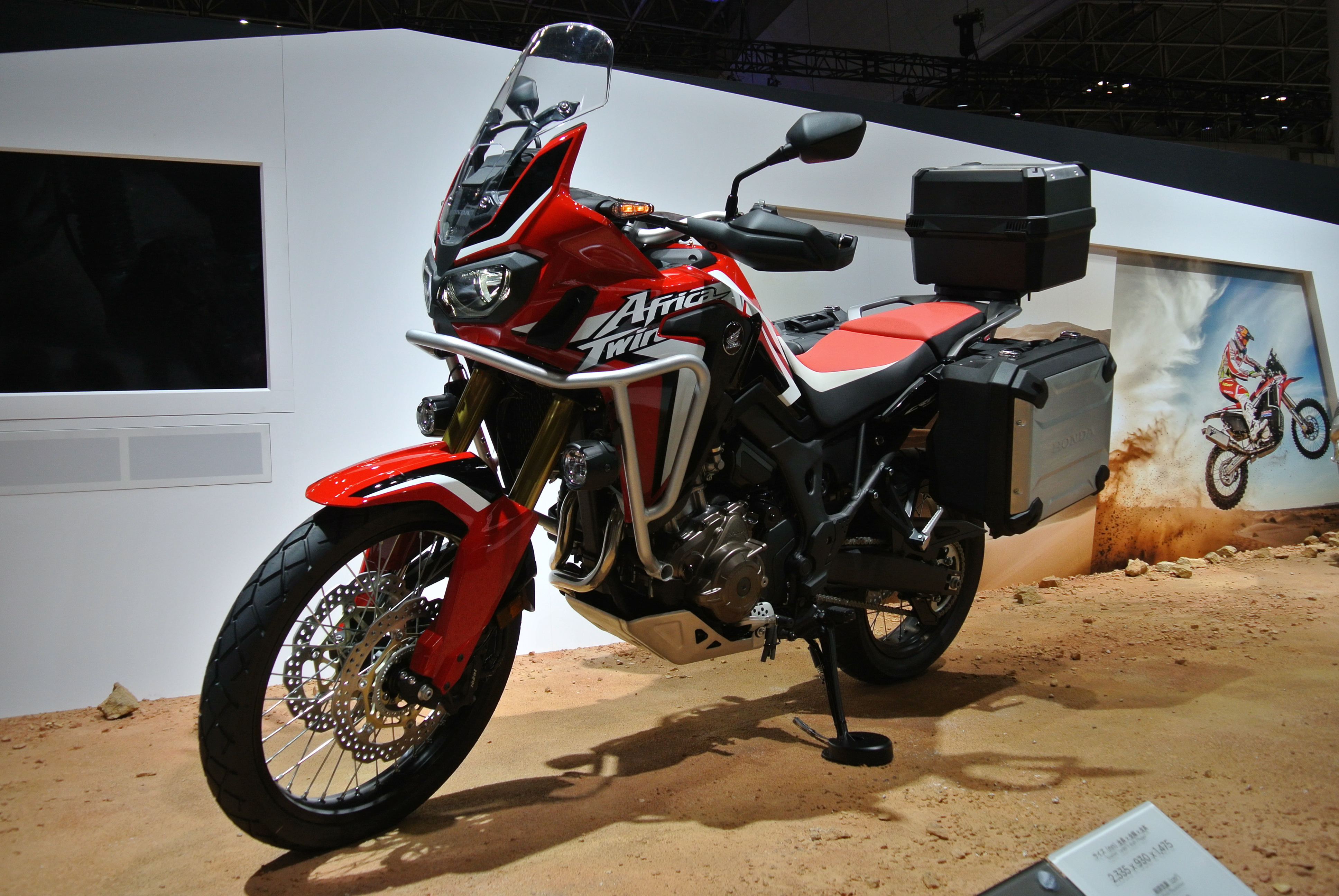
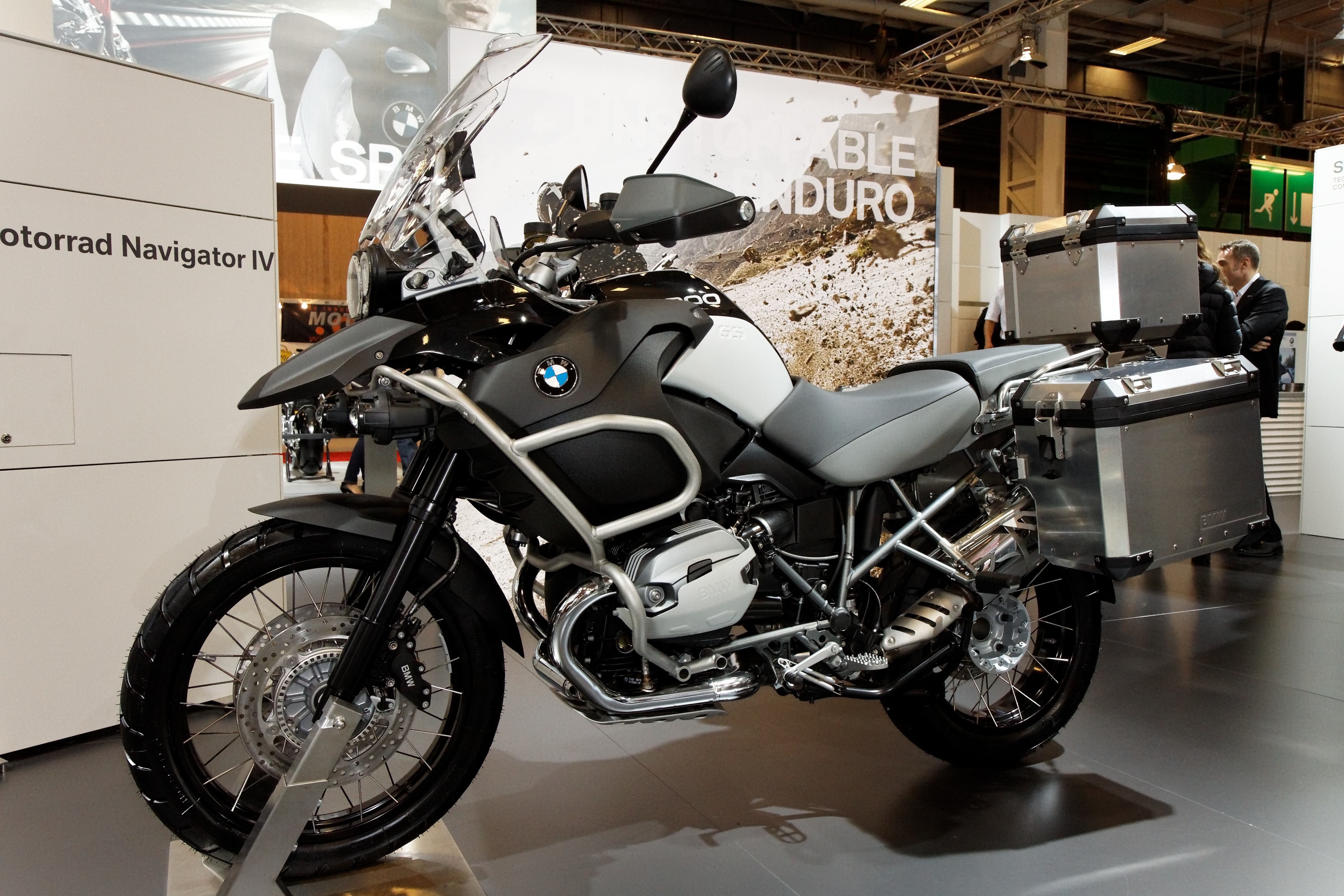